# Victorinus gall császár
Marcus Piavonius Victorinus a Gall Birodalom császára volt 268 és 271 között, követve Marcus Aurelius Mariust a trónon.

## Útja a hatalomig
Victorinus gazdag családból származott, katonaként Postumus seregében szolgált. 266-ban tribunus praetorium, 267-ben és 268-ban Postumus társcsászára lett. Postumus, majd Marius halála után a hadsereg kikiáltotta Augusta Treverorumban császárrá. A Gall Birodalom fölött uralkodott, melyből Postumus halála idején már kivált Hispania és újraegyesült a Római Birodalommal.

## Uralkodása
Uralkodásának kezdetén római támadás érte a gall birodalmat. Victorinus mintegy 7 hónapon keresztül sikeresen védte a római seregektől Augustodunum Haeduorum városát, amikor a rómaiak elfoglalták a várost. A 7 hónapnyi ostrom után azonban a római seregek letettek arról, hogy tovább vonuljanak a gall birodalomba, így Victorinus uralma megszilárdult.

## Halála
271-ben Victorinust egyik hivatalnoka megölte, mivel korábban a császár megerőszakolta Attitianus feleségét. Victorinus anyja, Victoria továbbra is szerette volna kézben tartani a birodalom fölötti uralmat, ezért nagy összegű zsoldot fizetett a katonáknak, hogy pártfogoltját, Caius Pius Tetricust kiáltsák ki császárnak. A hadsereg ezt meg is tette, és Tetricus – I. Tetricus néven – a Gall Birodalom új császára lett.